# Grüngestreifter Grundkäfer

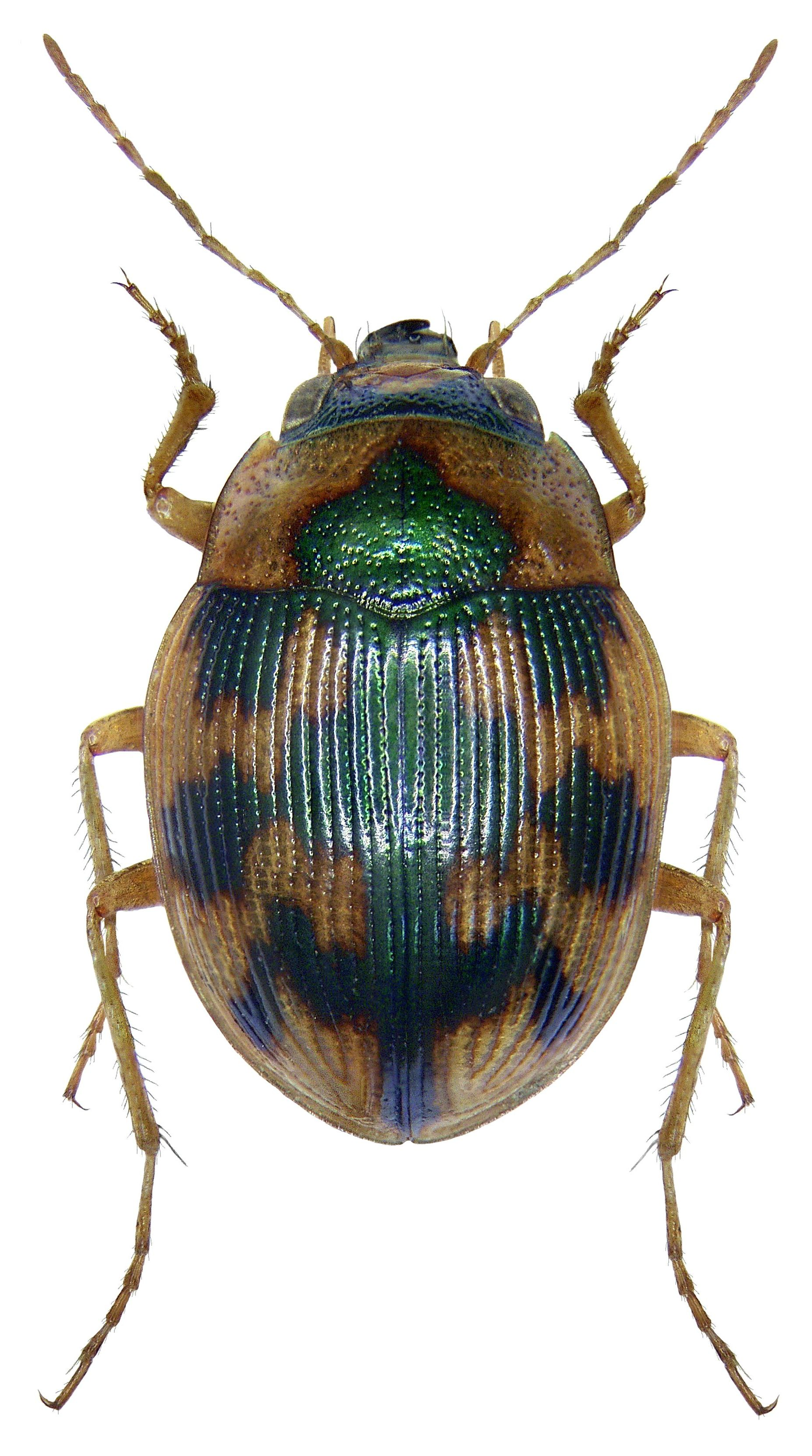
Oberseite

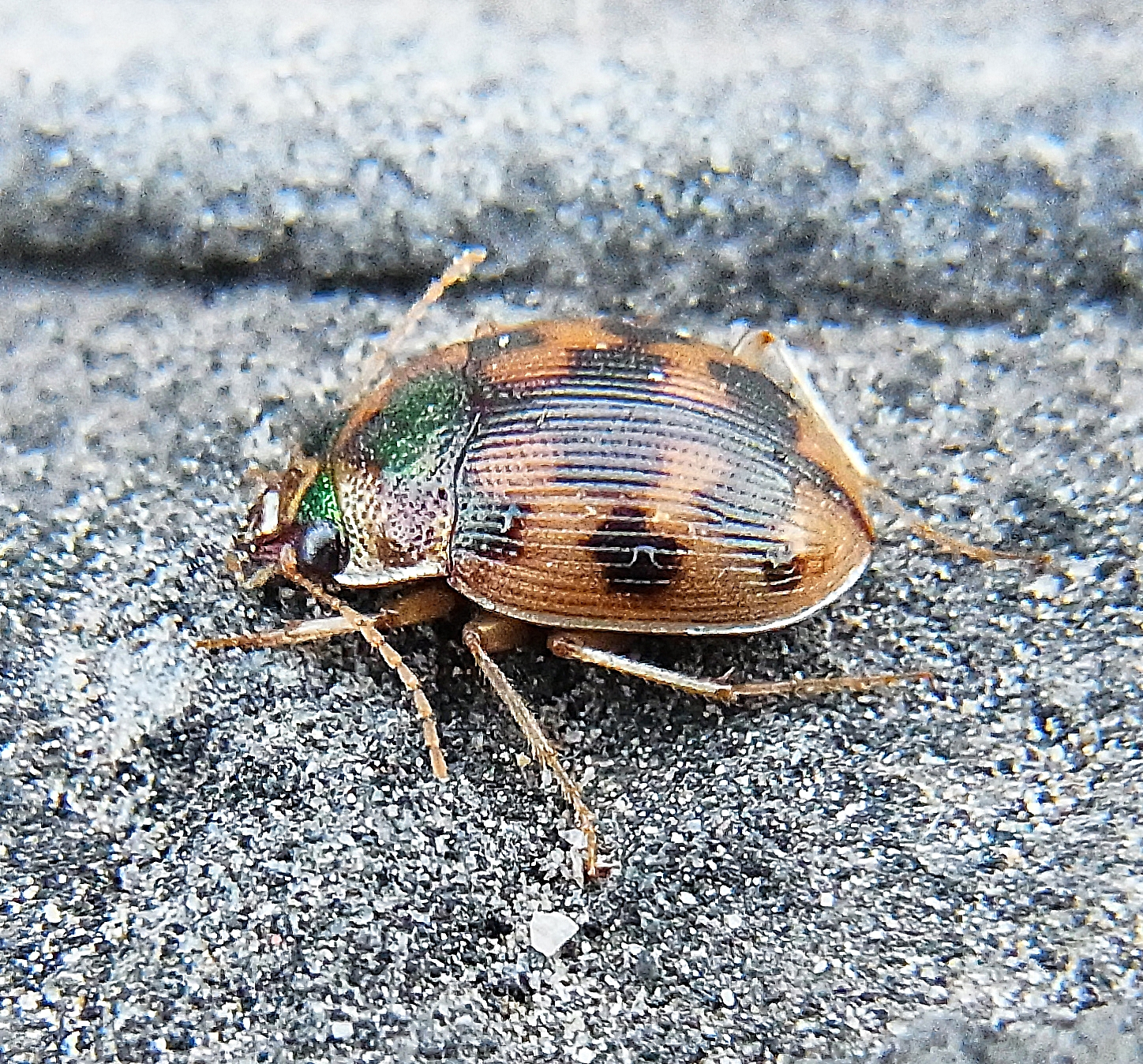
Seitenansicht

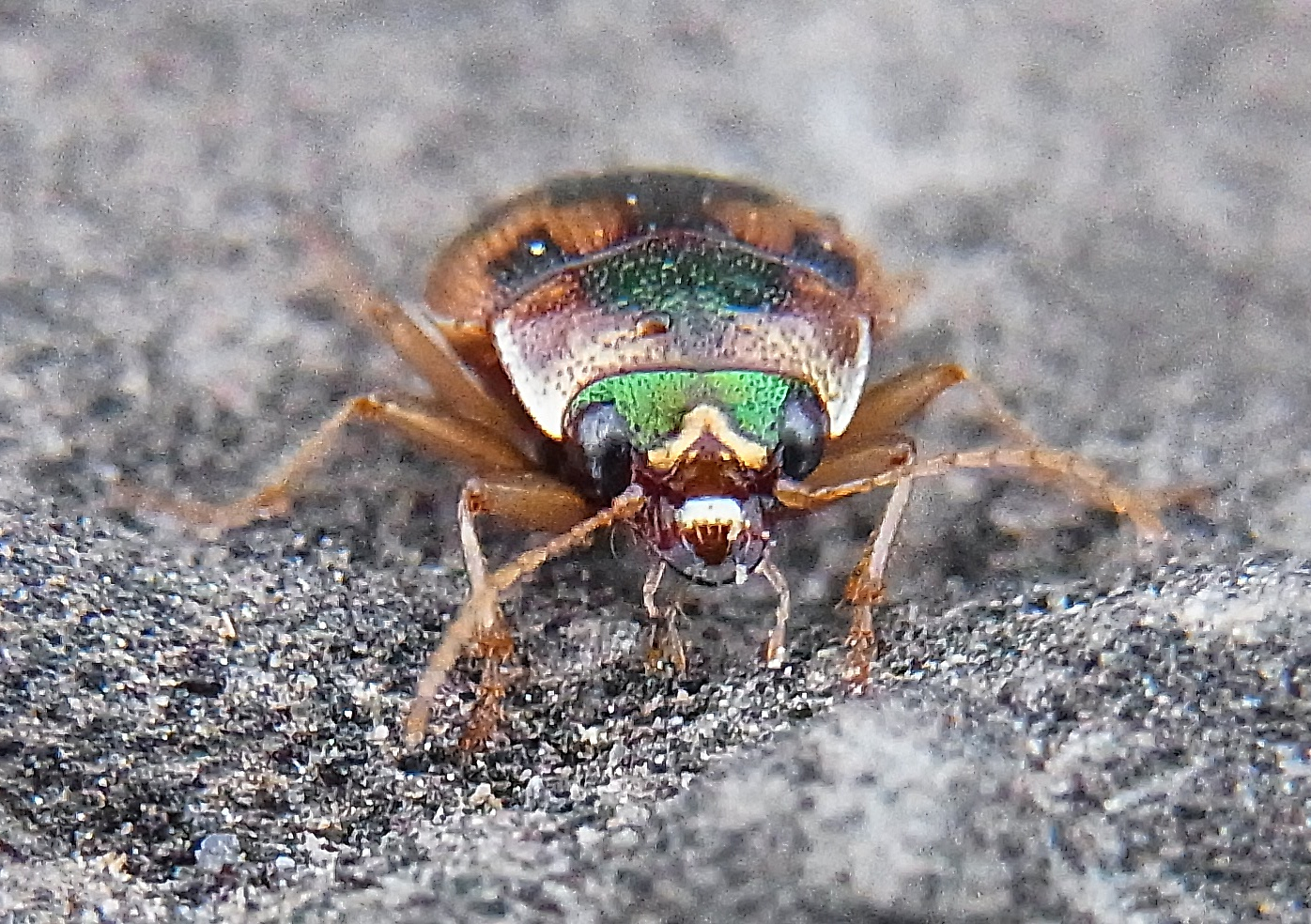
Vorderansicht

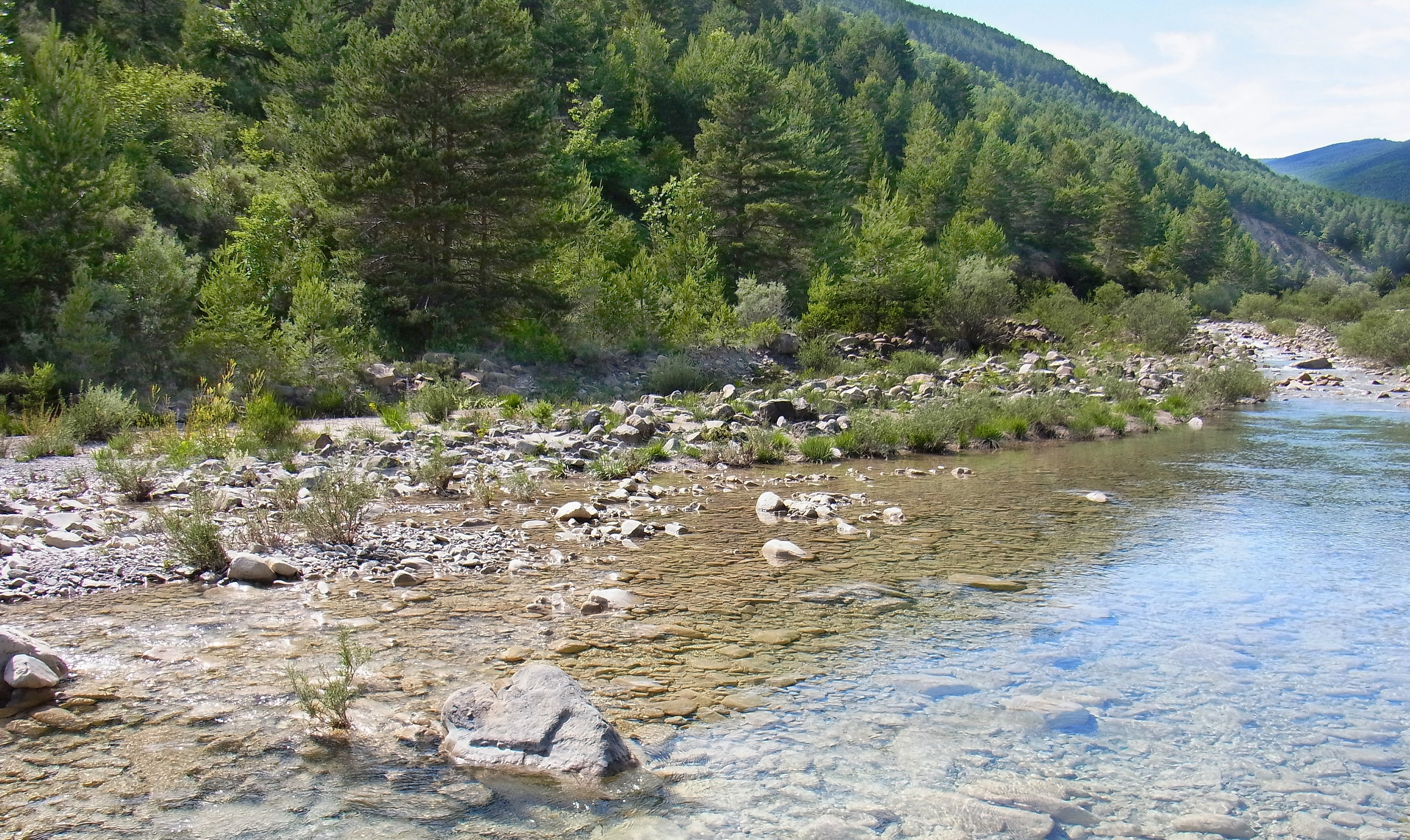
Biotop mit Grüngestreiftem Grundkäfer in Nordspanien

Der Grüngestreifte Grundkäfer ist ein Käfer aus der Familie der Laufkäfer (Carabidae). Die Art wird gelegentlich auch als Verbrämter Grundläufer bezeichnet.

## Merkmale
Die Käfer erreichen eine Größe von 4,5 bis 6,5 Millimetern und besitzen eine gelbe Grundfärbung. Er ist von rundlicher Statur und relativ hochgebaut. An Kopf und Halsschild sowie auf den Flügeldecken befinden sich unregelmäßige metallisch grüne Flecke. Der Halsschild verjüngt sich nach vorn, ein Schildchen ist nicht sichtbar. Das erste und das zweite Vorderfußglied der männlichen Käfer ist verbreitert, gelegentlich kann dies auch am ersten Glied der Mittelfüße beobachtet werden.
Die Gestalt des Grüngestreiften Grundkäfers erinnert an einen Vertreter der Marienkäfer, was für eine Laufkäferart in Mitteleuropa einzigartig ist und ihn somit innerhalb dieser Fauna unverwechselbar macht.

## Vorkommen
Der Grüngestreifte Grundkäfer ist in der Paläarktis verbreitet, im Norden ist er bis Dänemark, den Süden Schwedens sowie im Süden Englands (Sussex) anzutreffen. Man findet ihn wie die anderen Arten der Gattung an Gewässern, z. B. auf sandigen und steinigen Substraten an Flussufern, aber etwa auch in der Umgebung des Neusiedlersees in Österreich und Ungarn.

## Lebensweise
Tagsüber halten sich die Käfer versteckt, teilweise in Gesellschaften, in Sandröhren auf. Die flugfähigen Tiere sind nachtaktiv und jagen Insekten. Junge Käfer können im Herbst beobachtet werden, sie überwintern. In Deutschland sind die Populationsstärken von Bundesland zu Bundesland verschieden. In der Roten Liste gefährdeter Tiere Deutschlands befindet sich der Grüngestreifte Grundkäfer auf der Vorwarnliste (V).

## Taxonomie
Omophron limbatum wurde 1776 von Johann Christian Fabricius erstbeschrieben. Ein Synonym ist Omophron corcyreum J. R. Sahlberg, 1903

### Namenserklärung
Zwei Deutungen sind möglich: von (h)omophrōn, -on (gr., ὁμόφρων) "einträchtig" (weil er oft gesellig gefunden wird), oder, mit Sigmund Schenkling 1917, von ōmophrōn, -on (ὠμόφρων) "wild" (weil er im Sonnenschein wild umherläuft). Die Auffassung, Omophron sei Neutrum, ist zwar nicht unmöglich, aber ungewöhnlich (Latreille dachte vielleicht; zu ergänzen ist entomon oder koleopteron, "Insekt" oder "Käfer"). Unmöglich ist jedoch die Ableitung eines Unterfamilien-Namens "Omophrinae" – er muss jedenfalls Omophroninae lauten); limbatus (lat.) "gesäumt".